# Bitva v Hürtgenském lese

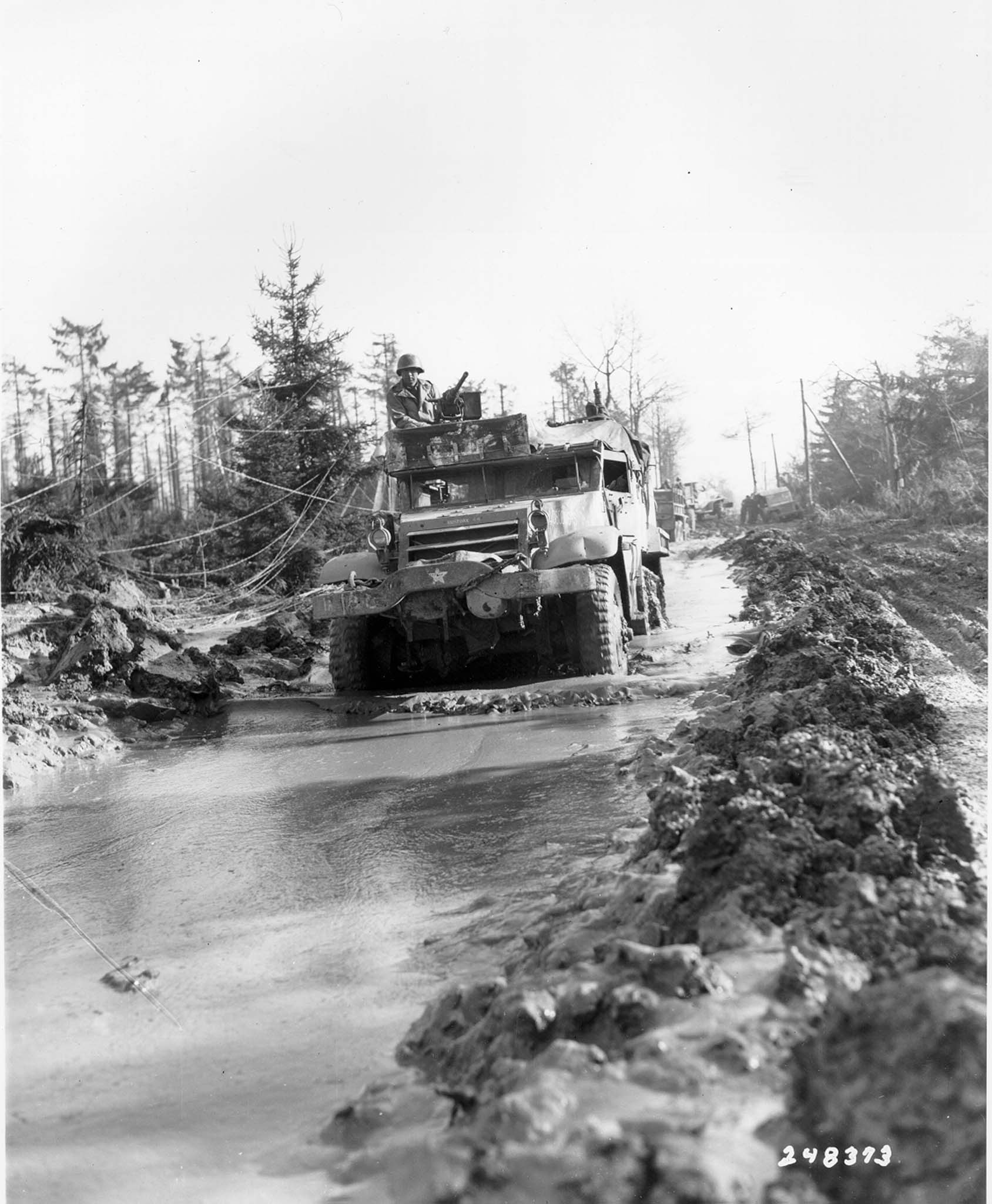
Obrněné polopásové vozidlo M3 Half-track americké 1. pěchotní divize v Hürtgenském lese – 15. únor 1945

Bitva v Hürtgenském lese byla série tvrdých bojů mezi americkými a německými vojáky, která se v době druhé světové války odehrála na území Německa v hustě zalesněné oblasti východně od belgicko-německé hranice od září 1944 do 10. února 1945. Jde o nejdelší bitvu, jakou kdy americká armáda vybojovala. Od září, kdy do lesa vstoupily jednotky poprvé, trvalo téměř 6 měsíců, než byla celá oblast definitivně vyčištěna od německých vojsk.
Jedny z nejtvrdších bojů vybojovala americká 28. pěší divize, známá jako „Krvavé vědro“, která se v oblasti měst Schmidt a Vossenack stala terčem německých tankových útoků. Na konci bitvy byla zredukována téměř na třetinu svého plného stavu, a tak byla odeslána na doplnění a k odpočinku do oblasti Arden, kde ji o necelý měsíc později zastihla bitva v Ardenách.
Bitvy se jako pozorovatel zúčastnil i známý americký novinář a spisovatel Ernest Hemingway a přirovnal ji k britské ofenzívě u Passchendaele za první světové války.
Zajímavostí také je, že zde docházelo k příměřím a společným evakuacím mrtvých a zraněných z bojiště.